# Kanton Reims-8
Kanton Reims-8 (fr. Canton de Reims-8) je francouzský kanton v departementu Marne v regionu Grand Est. Tvoří ho osm obcí a část města Remeš. Před reformou kantonů 2014 ho tvořily dvě obce a část města Remeš.

## Obce kantonu
od roku 2015:
- Cernay-lès-Reims
- Cormontreuil
- Prunay
- Puisieulx
- Remeš (část)
- Saint-Léonard
- Sillery
- Taissy
- Trois-Puits

před rokem 2015:
- Champigny
- Saint-Brice-Courcelles
- Remeš (část)